# Ala I Thracum Herculana

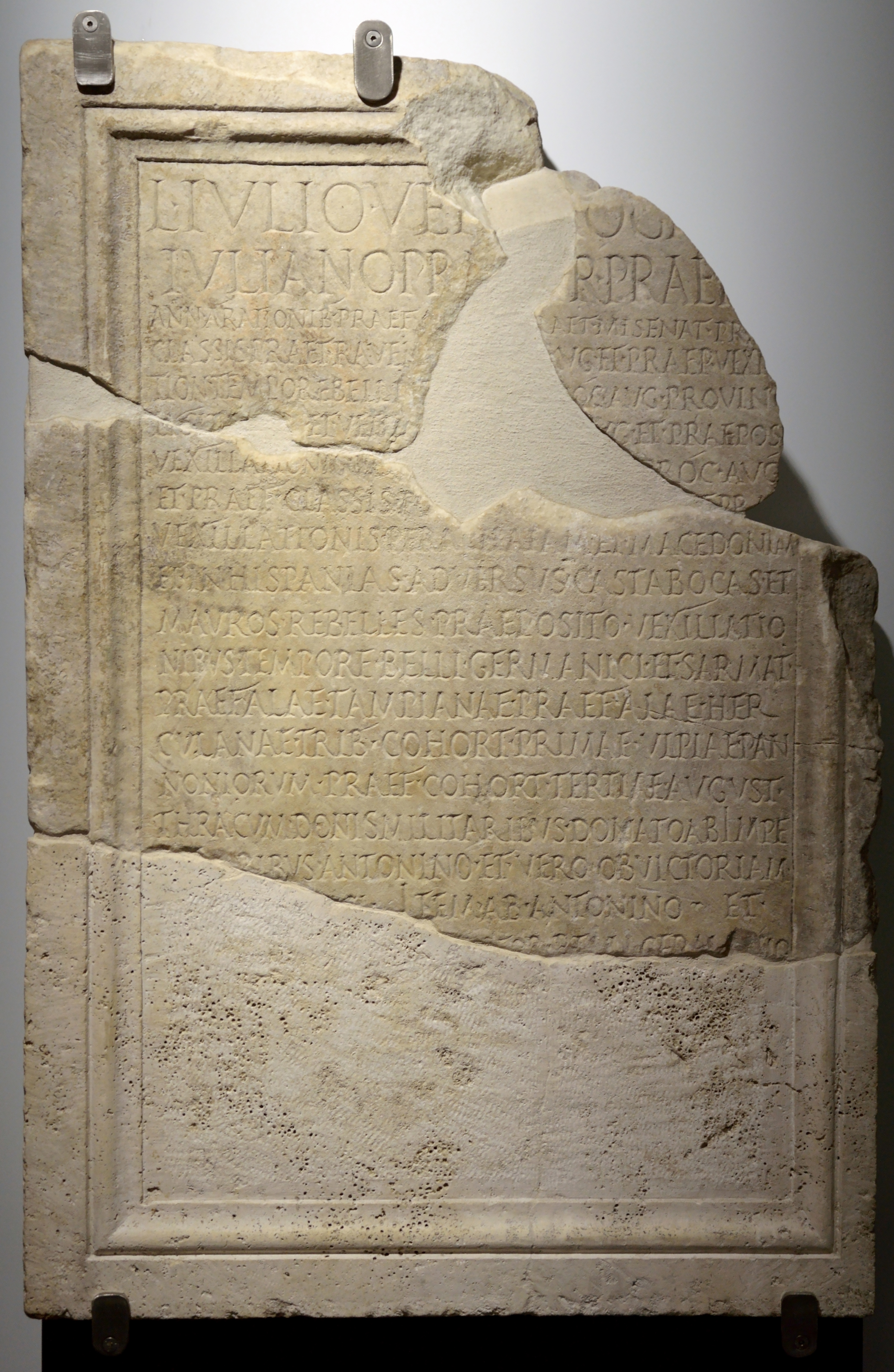
Die Inschrift des Lucius Iulius Vehilius Gratus Iulianus

Die Ala I Thracum Herculana [Antoniniana] (deutsch 1. Ala der Thraker Herculana [die Antoninianische]) war eine römische Auxiliareinheit. Sie ist durch Militärdiplome, Inschriften, Papyri und Ostraka belegt. Laut John Spaul ist die Ala mit der Ala Macedonica identisch, die in der Inschrift (AE 1982, 856) aufgeführt wird.

## Namensbestandteile
- Thracum: der Thraker. Die Soldaten der Ala wurden bei Aufstellung der Einheit aus dem Volk der Thraker auf dem Gebiet der römischen Provinz Thrakien rekrutiert.

- Herculana: Die Einheit wurde möglicherweise nach einem ihrer ersten Kommandeure benannt. Als Namensgeber käme laut John Spaul ein C. Iulius Heracles in Frage. Der Zusatz kommt in den Inschriften in verschiedenen Varianten vor, wie Herculiana (CIL 3, 600), Herculania (CIL 12, 1357) sowie weiteren Varianten in griechischer Sprache.

- Antoniniana: die Antoninianische. Eine Ehrenbezeichnung, die sich auf Caracalla (211–217) bezieht. Der Zusatz kommt in einem Papyrus vor.

- Macedonica : aus Macedonia bzw. die Macedonische. Die Einheit war vermutlich zu einem frühen Zeitpunkt in der Provinz Macedonia stationiert, woraus sich ihr Name ableitete.

Da es keine Hinweise auf den Namenszusatz milliaria (1000 Mann) gibt, war die Einheit eine Ala quingenaria. Die Sollstärke der Ala lag bei 480 Mann, bestehend aus 16 Turmae mit jeweils 30 Reitern.

## Geschichte
Die Ala war in den Provinzen Cappadocia, Syria und Aegyptus (in dieser Reihenfolge) stationiert. Sie ist auf Militärdiplomen für die Jahre 94 bis 206 n. Chr. aufgeführt.
Der erste Nachweis der Einheit in der Provinz Cappadocia beruht auf einem Diplom, das auf 94 datiert ist. In dem Diplom wird die Ala als Teil der Truppen aufgeführt (siehe Römische Streitkräfte in Cappadocia), die in der Provinz stationiert waren. Weitere Diplome, die auf 99 bis 100 datiert sind, belegen die Einheit in derselben Provinz (bzw. in der Provinz Galatia et Cappadocia).
Zu einem unbestimmten Zeitpunkt wurde die Ala in die Provinz Syria verlegt, wo sie erstmals durch ein Diplom nachgewiesen ist, das auf 133/134 datiert ist. Möglicherweise geschah diese Verlegung im Zusammenhang mit der Niederschlagung des Bar-Kochba-Aufstands. In dem Diplom wird die Einheit als Teil der Truppen (siehe Römische Streitkräfte in Syria) aufgeführt, die in der Provinz stationiert waren. Weitere Diplome, die auf 153 bis 156/157 datiert sind, belegen die Einheit in derselben Provinz.
Eine Vexillation der Ala nahm am Partherkrieg des Lucius Verus (161–166) teil. Sie wird in der Inschrift (CIL 3, 600) als Teil der Einheiten aufgelistet, die unter der Leitung von Marcus Valerius Lollianus standen. In der Inschrift steht, dass Lollianus Kommandeur in Mesopotamia über Abteilungen ausgewählter Reiter der Alen […] und der Kohorten gewesen ist.
Die Ala wurde zwischen 180 und 185 in die Provinz Aegyptus verlegt. Durch ein Diplom ist sie erstmals 206 in der Provinz nachgewiesen. In dem Diplom wird die Ala als Teil der Truppen (siehe Römische Streitkräfte in Aegyptus) aufgeführt, die in der Provinz stationiert waren.
Der letzte Nachweis der Einheit in Aegyptus beruht auf einem Papyrus, der auf 216 datiert ist.

## Standorte
Standorte der Ala in Syria waren:
- Palmyra: die Einheit war zumindest zeitweise in Palmyra stationiert.[7]

Standorte der Ala in Aegyptus waren möglicherweise:
- Koptos
- Theben: drei Ostraka, die auf 188 bis 202 datiert sind, wurden hier gefunden.[8][9][10]

## Angehörige der Ala
Folgende Angehörige der Ala sind bekannt:

### Kommandeure
| - [?] (IGRR III, 1420). Er war auch Kommandeur der Cohors I Germanorum (Cappadocia). - C(aius) Lucilius []. Er wird auf dem Diplom von 94 als Kommandeur der Kohorte genannt. - C(aius) Sappius Flavus, ein Präfekt (CIL 12, 1357) - Iulius Iulianus, ein επαρχος (um 167/168) - Κλωδιος Κελσος, ein επαρχος | - Lucius Iulius Vehilius Gratus Iulianus, ein Präfekt (CIL 6, 31856). Er war auch Präfekt der Cohors III Augusta Thracum und der Ala I Pannoniorum Tampiana sowie Tribun der Cohors I Ulpia Pannoniorum. - M(arcus) Porcius Narbonensis, ein Präfekt (CIL 2, 4239) - Tiberius Claudius Agrippa, ein Präfekt |

### Sonstige
| - [] Dorisae, ein Soldat: das Diplom von 94 wurde für ihn ausgestellt. - Catto, ein Reiter (AE 1982, 856) | - M(arcus) Antonius Valens, ein Reiter: das Diplom von 206 wurde für ihn ausgestellt. - Vibius Apollinaris, ein Reiter (AE 1933, 209) |

## Weitere Alae mit der BezeichnungAla I Thracum
Es gab noch fünf weitere Alae mit dieser Bezeichnung:
- die Ala I Augusta Thracum. Sie ist durch Militärdiplome von 86 bis 151 belegt und war in den Provinzen Syria, Raetia und Noricum stationiert.
- die Ala I Thracum (Britannia). Sie ist durch Diplome von 103 bis 152 belegt und war in den Provinzen Britannia und Germania stationiert.
- die Ala I Thracum Mauretana. Sie ist durch Diplome von 86 bis 206 belegt und war in den Provinzen Mauretania Caesariensis, Iudaea und Aegyptus stationiert.
- die Ala I Thracum Veterana. Sie ist durch Diplome von 86 bis 192 belegt und war in den Provinzen Raetia, Pannonia superior und Pannonia inferior stationiert.
- die Ala I Thracum Victrix. Sie ist durch Diplome von 79 bis 163 belegt und war in den Provinzen Noricum und Pannonia superior stationiert.